# Правителі гутіїв в Шумері

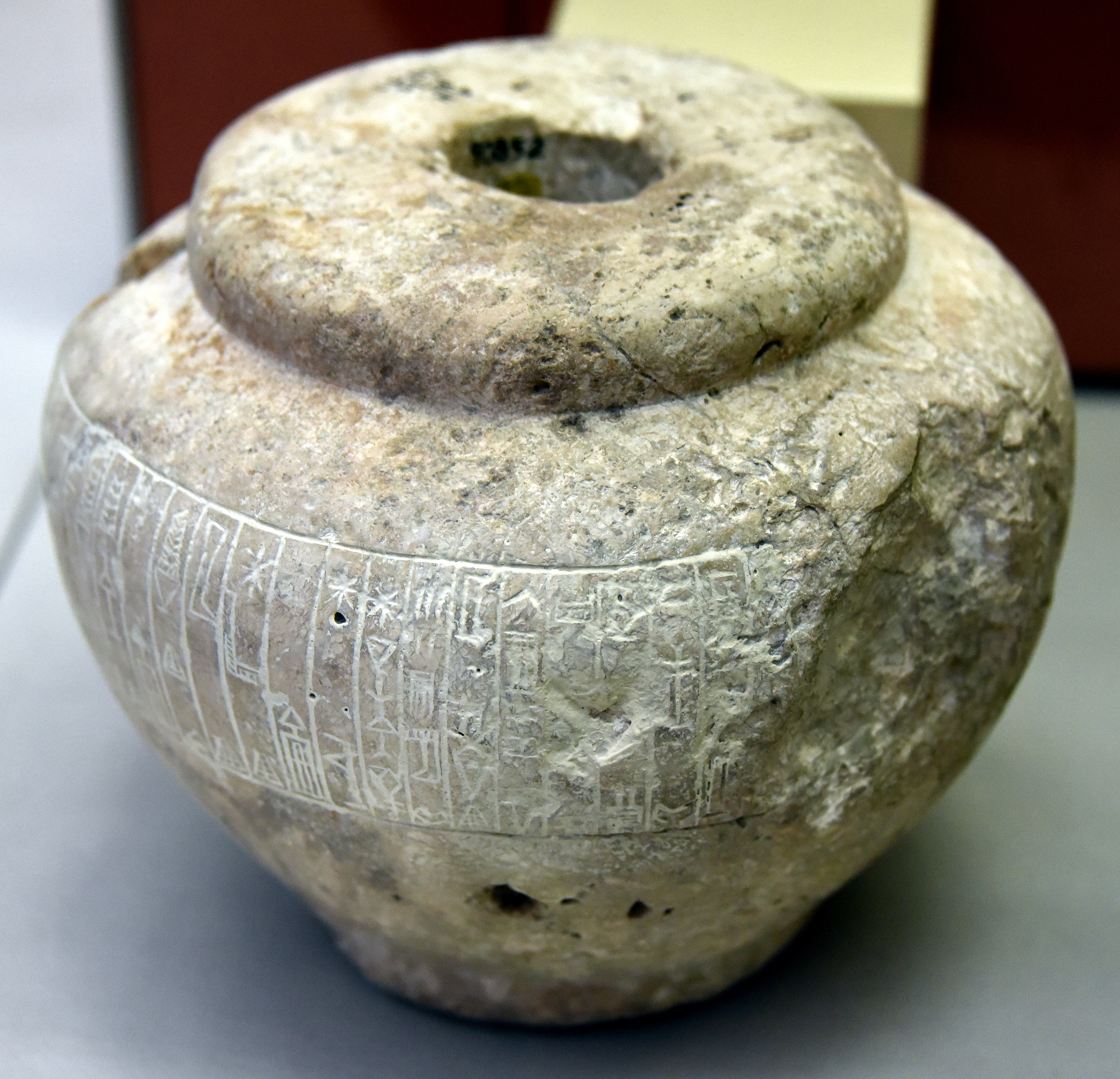
Напис про гутейського вождя Ла-Ерабума

Правителі гутіїв в Шумері ( 𒄖𒋾𒌝𒆠 ) — низка правителів в Шумері та Месопотамії, що походила з народу гутіїв. Династія гутіїв прийшла до влади в Месопотамії наприкінці 3-го тисячоліття до нашої ери, після занепаду та падіння Аккадської імперії. Невідомо, як довго їх вожді правили в Шумері, за оцінками - до століття. Кінець правління гутіїв відзначений приходом на престол правителя Урука Уту-Хенгала (бл. 2055–2048 рр. до н. е.), що поклало початок П’ятій династії Урука, за якою прийшов правитель Уру Ур-Намму (бл. 2047–2030 рр. до н.е.), засновник Третьої династії Ура.

## Історія
Племена гутіїв мешкали по сусідству, вторглася в Месопотамію та повалили правління аккадців і шумерів. Ще до кінця Аккадського періоду шумерське місто Адаб було окуповано гутіями, які зробили його своєю столицею. 
Існує дуже мало переконливих фактів про правителів династії гутіїв, ще менше про народ гутіїв, навіть їх батьківщина невідома. Існує декілька версій Шумерського списку царів, в яких згадуються і гутії. Їх вожді мали суттєвий вплив на Месопотамію і Шумер, що відображено у величезній кількості літературних згадом про них, і відбувався у 2 тисячолітті до н.е.
Перше свідоцтво про гутіїв відноситься на початку саргонічного періоду, коли гутії згадуються за часів аккадських правителів, що створили свою столицю у відомому ранньодинастичному шумерському місті Адаб. Відомо, що вони прийшли до влади між двома великими імперіями кінця 3-го тисячоліття до нашої ери, Аккадською імперією та пізнішою Третєю династією Уру. Наприкінці правління останнього видатного Аккадського правителя Шар-Калі-Шаррі (бл. 2153–2129 рр. до н. е.), Аккадська держава увійшла в період розладу під керівництвом кількох слабких правителів, що поклало початок розпаду в Месопотамії на ранньодинастичні міста-держави, такі як Лагаш і Урук. Гутійці, що зайняли Адаб, також заявили про свої претензії на правління в державі. Цей період закінчився піднесенням Ура під керівництвом Ур-Намму (бл. 2048–2030 рр. до н.е.), який сконцертрував владу в державі.
Спочатку гутії мешкали на кордонах Аккадської держави і поступово проникали в контрольований нею регіон. Аккадського правителя Шар-калі-Шаррі переміг Сзарлака, вождя гутів, і на них була накладена данина. Правитель Уру Ур-Намму також здобував перемогу над гутіями.
Володар Умми Лугал-ана-тум правив тоді, коли Сіум був вождем гутіїв. А правитель Умми Наммахні, знаменуючи будівництво храму богині Нінури, побіжно згадав ім'я гутійського вождя Ярлаганда.
На підставі довгого напису Уту-Хенгала (бл. 2055–2048 рр. до н. е.), який був правителем Урука (і вважався братом першого правителя Ура II Ур-Намму), вважається, що останнім правителем гутіїв в Шумері бу Тіриган.

«.. гутії це отруйні гірські змії, які чинили насильство проти богів, які перенесли правління над землею Шумер у гірську країну, які нечестиво вбили землю Шумеру, хто відібрав жінку у того, хто мав жінку, хто відібрав дитину у того, хто мав дитину, хто приніс зло в землю (Шумер) — бог Енліль, володар всіх земель, доручив Уту-Хенгалу, могутній людині, володарю Урука, правителю чотирьох сторін (світу), королю, чиї слова не можуть бути скасовані, знищити їх ім'я (тому) він пішов до богині Інанна, його пані (і) молилася до неї, ...., проти гутійців, він повів (свої) війська. Уту-Хенгал, могутній чоловік, переміг їхніх вождів. Тоді Тіриган, вождь гутіїв, втік сам пішки. У місці, де він (намагався) врятувати своє життя — Дабрум — він (спочатку) був у безпеці. (Але) оскільки громадяни Дабруму зрозуміли, що Уту-Хенгал був правителем, якому бог Енліль надав владу, вони не відпустили Тіригана. Посланці Уту-Хенгала захопили Тіригана разом з його дружиною (і) дітьми в Дабрумі.... Він (Уту-Хенгал) повернув собі владу на землі Шумер.»

## Правителі
До навали гутіїв у Шумері правила 4-та династії Урука. 
Перелік правителів гутіїв в Шумері:
- Еррідупізир - бл. 2141-2138 р. до н.е.
- Емта - бл. 2138-2135 р. до н.е.
- Інкішуш - бл. 2135-2129 р. до н.е.
- Сарлагаб - бл. 2129-2123 р. до н.е.
- Шульма - бл. 2123-2117 р. до н.е.
- Елулу-Меш - бл. 2117-2111 р. до н.е.
- Енімабакеш - бл. 2111-2106 р. до н.е.
- Ігешауш - бл. 2106-2100 р. до н.е.
- Ярлагаб - бл.2100-2095 р. до н.е.
- Ібате - бл. 2095-2092 р. до н.е.
- Ярла І - бл. 2092-2089 р. до н.е.
- Курум - бл. 2089-2086 р. до н.е.
- Хабилькін - бл. 2086-2083 р. до н.е.
- Лаерабун - бл. 2083-2081 р. до н.е.
- Ірарум - бл. 2081-2079 р. до н.е.
- Ібранум - бл. 2081-2079 р. до н.е.
- Хаблум - бл. 2078-2076 р. до н.е.
- Пузур-Син - бл. 2076-2069 р. до н.е.
- Ярла ІІ - бл. 2069-2062 р. до н.е.
- Сіум - бл. 2062-2055 р. до н.е.
- Тиріган - бл. 2055 р. до н.е.

Після повалення Тирігана в Шумері почала правити 5-та династії Урука. 